# Brett Leonard
Pour les articles homonymes, voir Leonard.
Brett Leonard est un réalisateur américain, né le 14 mai 1959 à Toledo dans l'Ohio.

## Filmographie

### Réalisation
- 1989 : Re-animator Hospital (The Dead Pit)
- 1990 : vidéo clip de Step Off de MC Twist
- 1992 : Le Cobaye (The Lawnmower Man)
- 1993 : vidéo clip de Shock to the System et Heroin de Billy Idol
- 1995 : Souvenirs de l'au-delà (Hideaway)
- 1995 : Programmé pour tuer (Virtuosity - Québec Virtuosité)
- 1998 : T-Rex 3D (T-Rex: Back to the Cretaceous)
- 1999 : Siegfried & Roy: The Magic Box
- 2004 : Peter Gabriel: Play (clip de Kiss That Frog de Peter Gabriel)
- 2005 : Man-Thing
- 2005 : Feed
- 2007 : Highlander : Le Gardien de l'immortalité
- 2009 : Truth?
- 2021 : Triumph

### Autres fonctions
- 1989 : Re-animator Hospital (The Dead Pit) - Scénariste - Monteur
- 1992 : Le Cobaye (The Lawnmower Man) - Scénariste
- 1999 : Siegfried & Roy: The Magic Box - Scénariste
- 2002 : Texas - Producteur
- 2005 : Man-Thing - Acteur (rôle de Val Mayerick)